# Parahelpis
Parahelpis là một chi nhện trong họ Salticidae.